# 高知市立城東中学校
高知市立城東中学校（こうちしりつ じょうとうちゅうがっこう）は、高知県高知市江陽町にある公立中学校。

## 通学区域
- 高知市立はりまや橋小学校区
  - 九反田
  - 菜園場町
  - 中の島
  - 桜井町一丁目
  - はりまや町一丁目
  - はりまや町二丁目
  - はりまや町三丁目
  - 南はりまや町一丁目
  - 南はりまや町二丁目
  - 堺町
  - 唐人町4番から10番まで
  - 帯屋町一丁目1番から3番まで，4番の一部，5番の一部，6番の一部
  - 追手筋一丁目1番，2番，3番の一部，4番の一部
  - 廿代町1番の一部，2番の一部
  - 農人町
  - 城見町7番から9番まで
- 高知市立江陽小学校区
  - 相生町
  - 江陽町
  - 比島町一丁目
  - 比島町二丁目
  - 比島町三丁目
  - 比島町四丁目
  - 北金田
  - 南金田
  - 高埇
  - 杉井流
  - 北本町二丁目1番から8番まで，9番の一部
  - 北本町三丁目
  - 北本町四丁目
  - 駅前町1番，5番
  - 新本町二丁目
  - 栄田町二丁目1番の一部，2番，3番の一部
  - 栄田町三丁目
  - 塩田町
- 高知市立昭和小学校区
  - 知寄町一丁目
  - 知寄町二丁目
  - 知寄町三丁目
  - 丸池町
  - 東雲町
  - 日の出町
  - 稲荷町
  - 若松町
  - 小倉町
  - 青柳町
  - 北川添
  - 弘化台
  - 桜井町二丁目
  - 宝永町
  - 中宝永町
  - 南宝永町
  - 城見町1番から6番まで
  - 二葉町
  - 札場
  - 南御座
  - 北御座
  - 南川添
  - 海老ノ丸
  - 北久保
  - 南久保
  - 弥生町

## 周辺
- JR高知駅
- 高知中央自動車学校

## アクセス
- 最寄バス停:太田川橋（とさでん交通）